# Monastère Saint-Macaire de Rechma

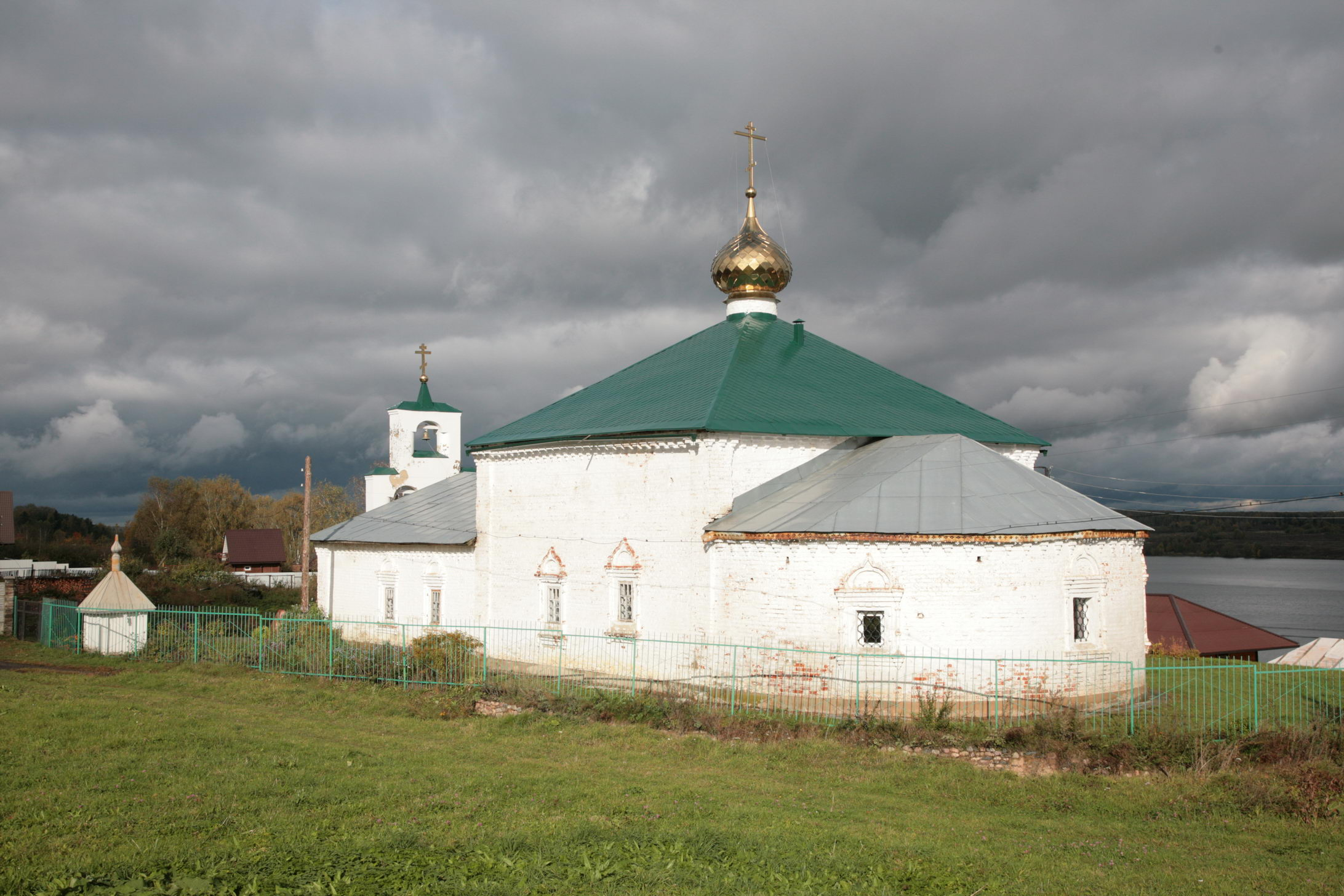
Église Saint-Nicolas de Rechma.

Le monastère Saint-Macaire de Rechma (Мака́риев-Ре́шемский монасты́рь) est un monastère de femmes de l'Église orthodoxe russe situé dans l'éparchie de Kinechma en Russie. Il se trouve au village de Rechma de l'oblast d'Ivanovo à 25 kilomètres de Kinechma, sur la rive droite de la Volga.
Il est fondé comme monastère d'hommes au début du XVIIe siècle à l'initiative des habitants de la sloboda de Rechma au nom de saint Macaire de l'Ounja. Des versions du milieu du XIXe siècle indiquent que le vénérable moine l'aurait lui-même fondé à la fin du XIVe siècle. Aujourd'hui, il dépend du doyenné du raïon de Kinechma de l'éparchie de Kinechma dirigée par le métropolite d'Ivanovo,. C'est un lieu protégé au niveau local.

## Histoire
Selon les versions les plus répandues, le monastère a été fondé dans les années 1390 par le moine du monastère de l'Ascension-des-Grottes de Nijni Novgorod, saint Macaire de l'Ounja. Le monastère est dédié à l'Épiphanie et connu comme la poustinia de Macaire, avec un puits creusé par Macaire et ses disciples.
Selon les sources historiques, le monastère est documenté à partir du XVIIe siècle lorsqu'il est (re)construit à l'initiative des habitants de la sloboda de Rechma (dont l'existence est mentionnée dès 1593-1594). En 1608, nombre de terres de la Haute-Volga se rebellent contre le second faux Dimitri. La rébellion est menée à Rechma par le paysan Grégoire Lapcha. Le colonel Alexandre Lissovski dirige les troupes pour réprimer la rébellion, mais elles sont battues par les rebelles. Dans la Vie de Macaire , il est indiqué que « les habitants de Rechma ont fait le vœu avant la bataille que, si la victoire leur revenait, ils construiraient un monastère en hommage au vénérable Macaire ». Le monastère est érigé après 1609 à Rechma à l'embouchure de la rivière Nemda en face de  Iourievets. Une première église est édifiée en 1612-1615. Son entretien est dévolu aux laïcs de la volost. Le monastère n'avait pas le droit de posséder de serfs.
Au milieu du XIXe siècle, les historiens considèrent que le fondateur du monastère est vraiment Macaire d'Ounja lui-même,. Le moine historien Маcaire (Mirolioubov) confond quant à lui la sloboda de Rechma sur la Volga avec le village de Bogoïavlenskoïe sur la rivière Loukh dans l'ouïezd de Iourievets où le saint a fondé une skite.
Un historien sur la Kostroma du XVIIe siècle, l'archiprêtre Mikhaïl Diïev, est du même avis. Le monastère a été détruit au début du XVIIe siècle pendant la guerre russo-polonaise de 1609-1618 et renaît de ses cendres sous Michel Romanov. Une église de bois est consacrée à la Trinité. Une église paroissiale d'été décorée de fresques intérieures est construite en 1754 à 850 mètres à l'ouest du monastère par les paroissiens, dédiée à la Résurrection, ainsi qu'une une église d'hiver dédiée à saint Nicolas. Un haut clocher est érigé au monastère à cette époque. En 1833, le monastère est entouré d'un mur de pierre avec cinq petites tours. Il survit à la tempête de 1844 et à l'incendie de 1854-1855.

### Monastère de femmes

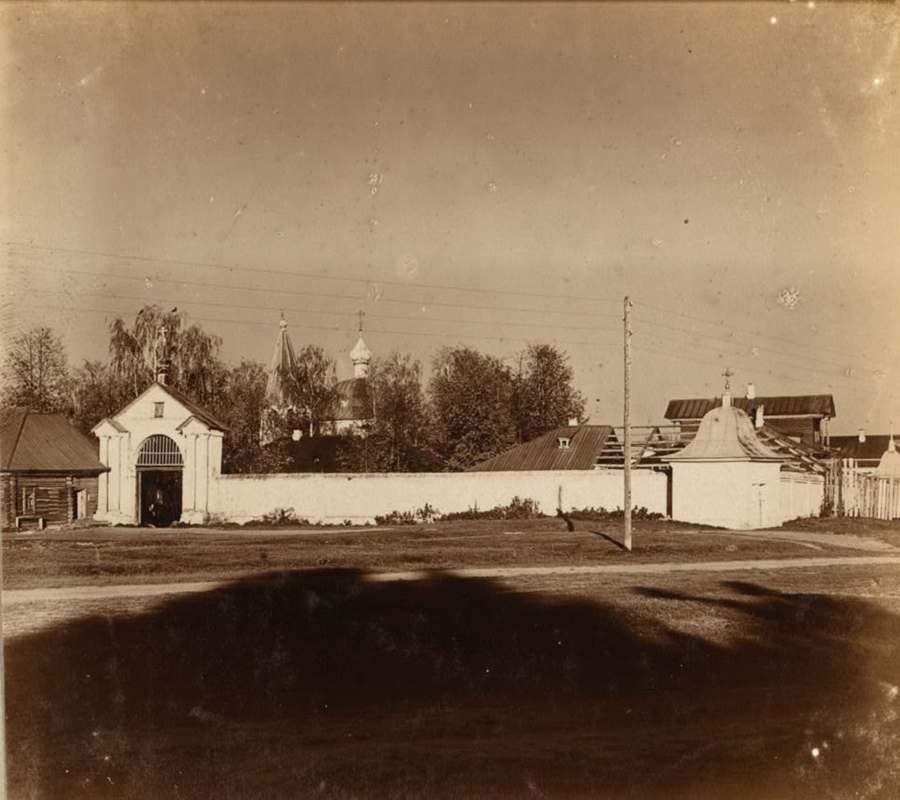
Le monastère photographié par Sergueï Prokoudine-Gorski en 1910. À gauche du portail, l'église de la Trinité (1767)

Le monastère accueille en 1900 Maria Smertina, future sainte moniale Animaïssa (1875-1963), qui y prend le voile, et demeure jusqu'à la fermeture du monastère, puis se met au service de communautés chrétiennes persécutées par le régime communiste.
Le monastère devient un monastère de femmes en 1901. Les icônes les plus revérées sont celles de saint Macaire et celle de Notre-Dame de Kazan,. Une nouvelle église est consacrée le 25 juillet 1911 sous le vocable de Notre-Dame de Kazan .

### Après la révolution
Après la révolution de 1917, le monastère est transformé en artel agricole puis fermé à la fin des années 1920. Le 13 mars 1929, les objets liturgiques, icônes, etc. sont en partie transférés à l'église paroissiale de la Résurrection de Rechma. Toutes les églises des environs ferment en 1940. Très vite ensuite, l'église de la Trinité et la nouvelle église ND de Kazan, ainsi que certains bâtiments de l'ancien monastère sont rasés. Le clocher et le mur d'enceinte sont détruits pendant la guerre. Plus tard, une école est construite à la place de l'église de la Trinité. L'ancien bâtiment des moines à étage sert de classes d'internat. L'église paroissiale de la Résurrection tombe en ruines.

### Nouveau monastère
L'église paroissiale Saint-Nicolas (1754) est restaurée après la chute du communisme à côté des murs ruinés de l'église de la Résurrection de Rechma. Des moines venus de la laure des Grottes de Kiev commencent à y mener une vie communautaire l'année suivante en 1992. En 1994, la paroisse devient la communauté monastique Saint-Macaire à 850 mètres à l'ouest du monastère disparu. Elle prend le rang de monastère en 1998, d'abord d'hommes et plus tard de femmes.

## Biographie
- (ru) Баженов И. В. Макариев Решемский монастырь Костромской епархии. — Кострома: Губ. тип., 1906. — 22 с.
- (ru) Антонов И. П., Щелков А. Ф., Приволжская сторона : Историко-краеведческие очерки о Кинешемском районе — Иваново : Ивановская газета, 1993.
- (ru) Антонов И. П. Жив ли дух в Отечестве моём? : историко-краеведческий очерк. — Иваново : Ивановская газета, 1994. — 371 pages.
- (ru) Зонтиков Н. А., Макариев-Решемский монастырь: вехи истории, Кинешма, éd. Mакариев-Решемский женский монастырь, Кинешемской Епархии Русской Православной Церкви, 2019, 880 pages